# Hermann von Kuhl
Pour les articles homonymes, voir Kuhl.
Hermann Josef von Kuhl, né le 2 novembre 1856 et mort le 4 novembre 1958, est un général prussien, d'abord membre du Grand État-Major général allemand, ensuite chef d'état-major d'une des armées allemandes, puis d'un groupe d'armées avec le grade de Generalleutnant durant la Première Guerre mondiale.
Il est connu non seulement pour son action lors du conflit, notamment lors de la bataille de la Marne, mais aussi comme auteur de plusieurs ouvrages historiques portant sur la conduite de cette guerre.

## Origines et études initiales
Hermann von Kuhl est le fils de Joseph Kuhl (1830–1906), un professeur puis recteur (directeur) de Progymnasium (lycée) à Juliers, et d'Amalie Böcking (1830–1901). Si sa mère était évangélique, Hermann fut catholique.
La formation initiale d'Hermann, à partir de 1873 au sein des universités de Leipzig, de Tübingen, de Berlin et de Marbourg, est classique, avec une spécialisation en philologie (il a passé son doctorat) et en littérature allemande.

## Début de carrière militaire
Il s'engage dans l'armée avec rang de Fähnrich (aspirant) à partir du 1er octobre 1878 au sein du 53e régiment d'infanterie, qui tient alors garnison à Juliers et à Aix-la-Chapelle. Il obtient le grade de lieutenant le 12 janvier 1879 puis d'Oberleutnant le 16 février 1889. Après son passage à la Kriegsakademie de Berlin de 1889 à 1892, il prend le commandement d'une compagnie du 3e régiment de grenadiers à Königsberg.
En septembre 1897, il retourne à Berlin en tant que membre du Grand État-Major général (Großer Generalstab) avec le poste de chef de section, en qualité d'instructeur de tactique et d'histoire militaire à la Kriegsakademie. Le chef de l'État-Major général, Alfred von Schlieffen, repère Kuhl. Il est promu major le 13 septembre 1899, puis est détaché du 1er avril au 30 septembre 1902 au sein de l'amirauté. Il est promu lieutenant-colonel (Oberstleutnant) le 10 avril 1906, colonel (Oberst) le 24 mars 1909, puis Generalmajor à partir du 4 juin 1912. En 1913, il est fait chevalier et s'appelle désormais « von Kuhl », avec en prime le commandement de la 25e brigade d'infanterie à Münster du 3 juin au 8 décembre 1913. Pendant la première moitié de 1914, juste avant la mobilisation, il a le poste d'haut quartier-maître au Grand État-Major général.

## Chef d'état-major de 1914 à 1918
À compter du début de la mobilisation allemande, il est nommé chef d'état-major (Generalstabschef) de la 1re armée allemande, sous les ordres du général Alexandre von Kluck. Il joue un rôle important lors de la bataille des Frontières en août puis de la bataille de la Marne en septembre 1914, prenant les décisions à la place de son commandant d'armée (« Kuhl était donc le véritable chef de la Ire armée »). Le 9 septembre, apprenant de Hentsch la retraite de l'armée voisine (la 2e armée de Bülow et Lauenstein), il décide la retraite de son armée, qui est trop menacée sur son flanc gauche.
Le 18 avril 1915, il est promu lieutenant-général, avant de devenir le chef d'état-major de la 12e armée le 22 septembre, puis de la 6e armée le 24 novembre. Il reçoit la médaille « Pour le Mérite » le 28 août 1916 pour son action lors de la bataille de la Somme.
Il est nommé chef d'état-major du groupe d'armées du prince Rupprecht (Heeresgruppe Kronprinz Rupprecht) à la fin août 1916, assurant la conduite des opérations. À la suite de la démission du prince le 11 novembre 1918, Kuhl prend le commandement, d'où sa nomination au grade de General der Infanterie le 18 novembre 1918. Devenue le groupe d'armée A, Kuhl dirige le retour des troupes en Allemagne et leur démobilisation.

## Historien d'après-guerre
Mis à la retraite en janvier 1919 (General zur Disposition gestellt : général en disponibilité), il se consacre à l'écriture d'ouvrages portant sur l'histoire militaire, participant à partir de 1924 à la commission historique des archives nationales allemandes (Historischen Kommission des Reichsarchivs).
En 1920, il est le premier à faire éditer des éléments du mémoire de Schlieffen datant de 1905 (appelé depuis « plan Schlieffen »), rejetant la responsabilité de la défaite allemande de la Marne sur Moltke le Jeune et Bülow.
Le 21 décembre 1924, Kuhl est de nouveau décoré de la médaille « Pour le Mérite », mais cette fois de la version pour les sciences et arts (für Wissenschaften und Künste).

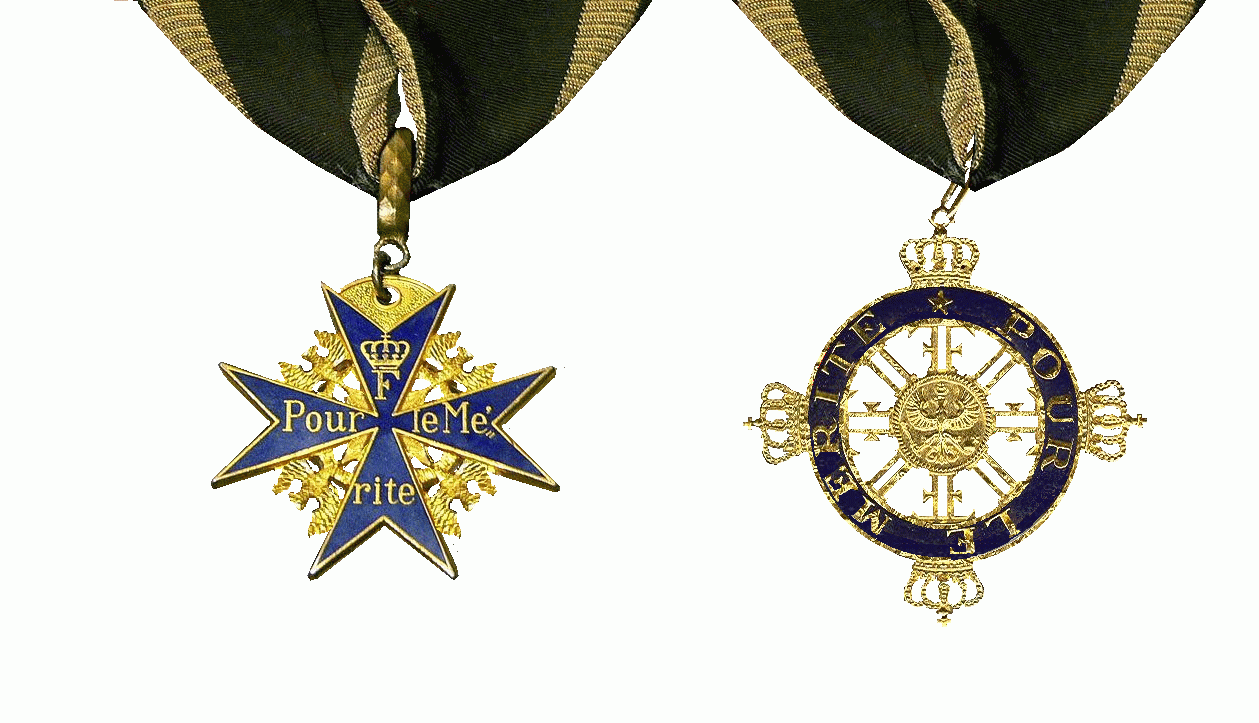
Kuhl a reçu la médaille Pour le Mérite deux fois, l'une à titre militaire, puis l'autre à titre civil. Ici, la version militaire à gauche, la version civile à droite.

### Publications
- (de) Bonapartes erster Feldzug von 1796, der Ausgangspunkt moderner Kriegsführung [« La Première campagne de Bonaparte en 1796, point de départ de la stratégie moderne »], Berlin, R. Eisenschmidt, 1902, 354 p. (BNF 34083625, LCCN ltf90027950).
- (de) Der deutsche Generalstab in Vorbereitung und Durchführung des Weltkrieges [« Le Grand état-major allemand avant et pendant la guerre mondiale »], Berlin, E. S. Mittler und Sohn, 1920, 218 p. (BNF 30698745, LCCN 25021452, lire en ligne).
- Le Grand état-major allemand avant et après la guerre mondiale  (trad. général Douchy), Paris, Payot, 1920 (BNF 41658459).
- (de) Der Marnefeldzug 1914 [« La Campagne de la Marne »], Berlin, E. S. Mittler und Sohn, 1920/1921, 266 p. (BNF 30698748, LCCN 50043038, lire en ligne).
- (de) Französisch-englische Kritik des Weltkrieges [« Critiques franco-anglaises de la Guerre mondiale »], Berlin, E. S. Mittler u. Sohn, 1921 (réimpr. 2009), 68 p. (BNF 30698747, LCCN ltf90023138).
- (de) Der Weltkrieg im Urteil unserer Feinde, ein kritischer Überblick : Beihefte zum Militär-Wochenblatt [« La Guerre mondiale du point de vue de nos ennemis, un aperçu critique »], Berlin, E. S. Mittler und Sohn, 1922, 134 p. (BNF 30698750).
- (de) Die Kriegslage im Herbst 1918 : Warum konnten wir weiterkämpfen ? [« La Situation militaire à l'automne 1918 »], Berlin, Dob-Verlag, 1922, 52 p. (BNF 32329269, LCCN 26007697).
- (de) Ursachen des Zusammenbruchs : Entstehung, Durchführung und Zusammenbruch der Offensive von 1918 [« Les Causes de l'effondrement : débuts, processus et effondrement de l'offensive de 1918 »], Berlin, R. Hobbing, 1923, 243 p. (BNF 30698749).
- (de) Entstehung, Durchführung und Zusammenbruch der Offensive von 1918, Berlin, Deutsche Verlagsgesellschaft für Politik und Geschichte, 1927, 220 p. (LCCN ltf90018265).
- (de) Der Weltkrieg 1914–1918, dem deutschen Volke dargestellt [« La Guerre mondiale 1914-1918, la représentation au peuple allemand »], vol. 2, Berlin, W. Kolk, 1929 (réimpr. 1933) (LCCN 30008930).
- (en) Movements and Supply of the German First Army During August and September, 1914  (préf. Alexandre von Kluck), Fort Leavenworth, Command and General Staff School Press, 1929, 233 p. (LCCN 33023368, lire en ligne) (écrit en collaboration avec le général Walter von Bergmann).
- La campagne de la Marne en 1914  (trad. Louis Koeltz, préf. Louis Franchet d'Espèrey), Paris, Payot, 1927 (réimpr. 1930), 366 p. (BNF 32329275, LCCN a33002209).
- (en) The Marne campaign, 1914, Fort Leavenworth, Command and General Staff School Press, 1936, 311 p. (LCCN 49041926).

## voir aussi